# Maartje Verhoef
Maartje Verhoef (5 de septiembre de 1997) es una modelo neerlandesa.

## Carrera
Maartje Verhoef fue descubierta por un fotógrafo quien trabajaba en la compañía de su padre y quien le pidió que reemplazara a una modelo que se había puesto enferma y no podía hacer una sesión de fotos. El fotógrafo mandó dichas fotos a Micha Models, la cual se convertiría en su agencia madre.
Verhoef empezó su carrera en marzo se 2012, abriendo primavera/verano 2013 de Prada en Milán, como exclusiva. También figuró en la campaña de la marca esa temporada, siendo fotografiada por Steven Meisel.
Desfiló en 44 eventos en la temporada primavera/verano 2014.
Verhoef ha caminado para Calvin Klein, Ralph Lauren, Michael Kors, Alexander Wang, Oscar de la Renta, Carolina Herrera, Tommy Hilfiger, Hugo Boss, Vera Wang, Tom Ford, DKNY, Donna Karan, Jil Sander, Fendi, Giorgio Armani, Max Mara, Dolce & Gabbana, Gucci, Versace, Balenciaga, Dior, Viktor & Rolf, Hermès, Miu Miu, Valentino, Louis Vuitton, Alexander McQueen, Balmain, y Chanel.
Ha protagonizado anuncios de Prada, Giorgio Armani,  Proenza Schouler, Dior, Calvin Klein, Céline, Salvatore Ferragamo, Moschino, Anna Sui, Alexander McQueen, Tapestry, Valentino, Gucci, Louis Vuitton, y Giuseppe Zanotti.